# Estádio do Dragão
Estádio do Dragão (hrvatski: Zmajev stadion) je nogometni stadion u gradu Portu u Portugalu.
Sva mjesta su sjedišna, i može primiti 50.948 gledatelja.
Stadio je sagrađen kao zamjena starom „Portovom” stadionu, Antasu, i kao mjesto održavanja utakmica na Euru 2004. Dovršen je 2003., nekoliko mjeseci nakon prvotno predviđenog okončanja gradnje.
Projektirao ga je Manuel Salgado. 
Koštao je 97.755.318 eura, od čega je 18.430.956 eura bilo dano iz javnih izvora. Kao protumjera,  po pokroviteljima izgradnje su prozvane tribine: južna se zove Energias de Portugal (tribina Sul), tribine na istoku su Telecomunicações Móveis Nacionais i Sapo adsl (tribina Nascente), PT i TV Cabo za zapadnu (Poente) i Coca-Cola za sjevernu (Norte) tribinu.
Gostujuće navijače se smješta u lijevi kut sjeverne tribine, dok „Portove” navijačke skupine (SuperDragões and Colectivo Ultras 95) imaju svaka svoj kraj, iako su izvorno obje skupine bile na južnoj tribini.

## Ime
Ime je izvedeno od zmaja na  na „Portovom” grbu. To ime je i nadimak „Portovih” navijača. 
Pri izboru, razmatrala su se i druga rješenja, kao što su Estádio das Antas (službeno, za razliku od starog stadiona), ili po Arturu de Sousi Pingi, Joséu Mariji Pedrotu (bivšim igračima i trenerima) ili po predsjedniku Pintu da Costi, koji je vodio klub više od 20 godina.
Otvoren je 16. studenog 2003. utakmicom protiv „Barcelone”.
Ipak, zbog ozbiljnim problemima s travnjakom, klub je bio prisiljen igrati na „Antasu” sve dok novi travnjak nije bio posađen sredinom veljače 2004. godine. 
Stadion je učvrstio svoj ugled višenamjenskosti, bilo za šport, bilo za zabavljačke djelatnosti, kada je bio mjestom održavanja portugalske dionice svjetske turneje „Rolling Stonesa” 2006., potisnuvši takmace iz Lisabona, čime je na jedan način, grad Porto, postigavši tako veliki uspjeh, jer su nadmašili za takvu ulogu glavni grad.
| Prethodnik:    | Domaćin finala UEFA Lige prvaka 2021. | Nasljednik:     |
| Estádio da Luz | Domaćin finala UEFA Lige prvaka 2021. | Stade de France |